# Hessisches Feuerwehrleistungsabzeichen
Das Hessische Feuerwehrleistungsabzeichen wurde am 4. April 1966 vom damaligen Staatsminister des Innern und für Sport Heinrich Schneider als Anerkennung für besondere Leistungen im Ausbildungsdienst der Feuerwehr im Land Hessen gestiftet.

## Aufbau der Feuerwehrleistungsübungen
Die Hessischen Feuerwehrleistungsübungen werden auf Kreis-, Bezirks- und Landesebene jährlich ausgeschrieben bzw. veranstaltet. Sie beinhalten einen theoretischen Teil (Fragebogenbeantwortung) sowie einen praktischen Teil (Feuerwehrübung mit Brandbekämpfung und Menschenrettung unter Anwendung von Atemschutz und Digitalfunk).
Der theoretische Teil besteht aus dem Ausfüllen eines Fragebogens mit 15 Fachfragen. Diese Fragen kommen aus allen Feuerwehrfachgebieten wie Brennen, Löschen, Tragbare Leitern, FwDV 3, wasserführende Armaturen, Schlauchkunde, Feuerlöscher, Wasserversorgung, Unfallverhütung, Erste Hilfe, Einsatzlehre usw. und werden von sechs Angehörigen einer Mannschaft beantwortet. Jede richtige Antwort und das richtige Ausfüllen des Fragebogenkopfes werden mit Punkten bewertet.
Im praktischen Teil werden Übungen für die Löschgruppe (9 Personen) oder der Löschstaffel (6 Personen) durchgeführt. Grundlage der Übungen sind die Feuerwehrdienstvorschriften 1 (Grundlagen), 3 (Löscheinsatz), 7 (Atemschutz) und 10 (Tragbare Leitern) sowie die Unfallverhütungsvorschriften und die Vorschriften im Sprechfunk.

## Stufeneinteilung
Das Feuerwehrleistungsabzeichen wird in vier Stufen verliehen. Diese sind:
- 1. Stufe: Eisernes Feuerwehrleistungsabzeichen
- 2. Stufe: Bronzenes Feuerwehrleistungsabzeichen
- 3. Stufe: Silbernes Feuerwehrleistungsabzeichen
- 4. Stufe: Goldenes Feuerwehrleistungsabzeichen[3]
  - Sonderstufe: Goldenes Feuerwehrleistungsabzeichen mit Wiederholungszahl 5
  - Sonderstufe: Goldenes Feuerwehrleistungsabzeichen mit Wiederholungszahl 10
  - Sonderstufe: Goldenes Feuerwehrleistungsabzeichen mit Wiederholungszahl 15

## Verleihungsvoraussetzungen
Allgemeine Voraussetzungen zum Erwerb sind, dass das Leistungsabzeichen nur an Feuerwehrangehörige verliehen wird, die das 17. Lebensjahr vollendet, an der Feuerwehrleistungsübung teilgenommen und die im Stiftungserlass aufgeführten Bedingungen erfüllt haben.

### Eisernes Feuerwehrleistungsabzeichen
Um das Eiserne Feuerwehrleistungsabzeichen zu erwerben, muss der Prüfling an der Feuerwehrleistungsübung (auf Kreisebene) erfolgreich teilgenommen haben, d. h., dass die Mannschaft mindestens die Leistungsstufe Bronze bei der Feuerwehrleistungsübung erreicht haben muss.

### Bronzenes, Silbernes oder Goldenes Feuerwehrleistungsabzeichen
Voraussetzung für den Erwerb des Bronzenen, Silbernen oder Goldenen Leistungsabzeichens ist der Besitz der nächstniedrigeren Stufe des Leistungsabzeichens, d. h. die erfolgreiche Teilnahme an der Feuerwehrleistungsübung in einem weiteren Jahr sowie der erfolgreiche Abschluss der zusätzlichen Leistungen zum Erwerb des Bronzenen, Silbernen oder Goldenen Leistungsabzeichens. Diese sind im Anschluss an die Feuerwehrleistungsübung schriftlich zu prüfen, wobei 75 % der gestellten Fachfragen (Fragebogen im Multiple-Choice-Verfahren) richtig beantwortet sein müssen.

#### Bronzenes Feuerwehrleistungsabzeichen
Hierbei werden 16 Fachfragen aus Feuerwehrdienstvorschriften sowie den Fachgebieten Unfallverhütung, Brennen und Löschen, Retten und Erste Hilfe, Wasserführende Armaturen, Wasserversorgung, Feuerlöscher und Fahrzeugkunde gestellt. Die Höchstzeit der Beantwortung beträgt 10 Minuten.

#### Silbernes Feuerwehrleistungsabzeichen
Hierbei werden 32 Fachfragen gestellt, wobei zusätzlich zu den Fachgebieten des Bronzenen Leistungsabzeichens auch Fragen aus den Fachgebieten Atemschutz und Einsatzlehre zu beantworten sind. Die Höchstzeit der Beantwortung liegt bei 20 Minuten.

#### Goldenes Feuerwehrleistungsabzeichen
Hierbei werden 32 Fachfragen gestellt, wobei zusätzlich zu den Fachgebieten des Silbernen Leistungsabzeichens, zusätzlich auch Fragen aus den Fachgebieten Einsatztaktik und Feuerwehrdienstvorschrift 500 zu beantworten sind. Die Höchstzeit der Beantwortung beträgt auch hier 20 Minuten.

### Goldenes Feuerwehrleistungsabzeichen mit Zusatzkennung (Wiederholungszahl)
Das Feuerwehrleistungsabzeichen mit „Zusatzkennung“ wird in drei Stufen für Teilnehmer verliehen, die bereits Träger des Goldenen Feuerwehrleistungsabzeichens waren und die anschließend insgesamt 5-, 10- bzw. 15-mal erfolgreich an der Hessischen Feuerwehrleistungsübung teilgenommen haben. Weitere Verleihungsvoraussetzung hierfür ist die erfolgreiche Teilnahme an der zusätzlichen Leistungsanforderung (Fragebogentest) für das Goldene Leistungsabzeichen im jeweiligen Jahr.

## Verleihungsprozedere
Ist die Leistungsübung erfolgreich abgeschlossen worden, prüft der Landrat bzw. der Oberbürgermeister abschließend, ob die Leistungen für die Verleihung der jeweiligen Stufe erbracht worden sind. Die Verleihung erfolgt dann durch den Landrat selbst, oder bei Gemeinden mit mehr als 50.000 Einwohnern durch den Oberbürgermeister. Die Verleihung soll dabei in eindrucksvoller Weise im Rahmen einer öffentlichen Veranstaltung der Feuerwehr erfolgen, dem der Beliehene angehört. Er erhält neben dem Originalabzeichen auch eine Anstecknadel für den Zivilanzug.

## Vorhaltung und Ausgabe des Feuerwehrleistungsabzeichens
Die Leistungsabzeichen werden bei dem für den  Brandschutz zuständigen Ministerium vorgehalten und kostenlos abgegeben. Sie werden von den Regierungspräsidien zur Verfügung gestellt und können gegen Nachweis der Verwendung bei dem für den Brandschutz zuständigen Ministerium nachbestellt werden. Die Landkreise und Städte können eine gewisse Anzahl von Leistungsabzeichen jedoch auch auf Vorrat halten.

## Einziehung des Leistungsabzeichens
Das Feuerwehrleistungsabzeichen kann auch nachträglich wieder eingezogen werden, wenn die Leistungen, die zur Verleihung des Leistungsabzeichens geführt haben, durch Anwendung unerlaubter Mittel erbracht worden sind.

## Aussehen und Beschaffenheit
Das Hessische Feuerwehrleistungsabzeichen zeigt in seinem Untergrund stilisierte züngelnde Flammen. Vor diesen befindet sich mittig das Hessische Landeswappen. Der Feuerwehrhelm über ihm und die gekreuzten Feuerwehräxte zwischen Wappen und Flammen symbolisieren dabei den Schutz der Hessischen Heimat vor Bränden durch die Feuerwehren. Sowohl die Flammen, als auch das Wappen sind durch einen ovalen, aufrechtstehenden Eichenlaubkranz eingerahmt. Das Leistungsabzeichen selbst besteht aus Leichtmetall. Die Ausführung der 1. Stufe ist dabei brüniert und ab der zweiten Stufe bronziert. Die 3. Stufe ist silberbronziert und die 4. Stufe goldbronziert. Die 4. Stufe des Leistungsabzeichens mit der Wiederholungszahl 5 oder 10 befindet sich bei diesen Abzeichen unmittelbar unter dem Landeswappen und ist schwarz unterlegt mit gold aufgesetzter Zahl.

## Tragevorschrift
Getragen wird das Feuerwehrleistungsabzeichen nur in seiner höchsten erworbenen Stufe am Feuerwehrdienstanzug in der Mitte der linken Brusttasche. Das ebenfalls zeitgleich verliehene Zivilabzeichen (an einer Nadel) wird am linken Rockaufschlag des Zivilanzuges getragen. Im Übrigen wird die Trageberechtigung in einem Leistungsbuch eingetragen.